# Грилихес, Леонид Ефимович
Леони́д Ефи́мович Гри́лихес (9 апреля 1961, Москва) — протоиерей Русской православной церкви, библеист, преподаватель семитских языков, переводчик.

## Биография
В 1984 году окончил Московский инженерно-строительный институт, в 1985—1986 годы посещал семинар А. Ю. Милитарёва по сравнительному языкознанию афразийских языков на филологическом факультете МГУ.
С 1986 по 1991 год работал в Государственной публичной исторической библиотеке РСФСР в должности старшего редактора отдела иностранного комплектования.
17 февраля 1991 года — рукоположён в сан диакона. 3 марта 1991 года рукоположён в сан иерея.
С 1992 года — настоятель церкви Преображения Господня в селе Остров, Ленинского района Московской области.
В 1994—1998 годы преподавал древнееврейский, арамейский и сирийский языки в ПСТБИ.
С 1997 по 2012 год преподавал в МДА, где читает курс о Священном Писании Ветхого Завета и курс древнееврейского языка. С 1998 по 2012 год ведёт семинар «Язык Библии» на кафедре сравнительного и исторического языкознания МГУ.
Патриаршим указом от 8 февраля 2004 года назначен заведующим кафедрой библеистики МДА.
19 марта 2008 года Патриархом Московским и всея Руси Алексием II награждён орденом святителя Макария III степени.
Член редакционного совета и автор ряда статей ежегодника Московской Патриархии «Богословские труды», журнала МДА «Богословский вестник» и Православной энциклопедии. Член Синодальной богословской комиссии РПЦ (с 27 августа 2009 года — Синодальной Библейско-богословской комиссии).
С сентября 2012 года — клирик Западно-Европейской епархии Русской зарубежной церкви, заместитель настоятеля храма-памятника святого Иова Многострадального в Брюсселе.
В 2015 году — член епархиального духовного суда.
18 сентября 2019 года подписал открытое письмо священников в защиту фигурантов «московского дела»